# Skulte
Skulte är en ort i Lettland.   Den ligger i kommunen Limbažu Rajons, i den centrala delen av landet, 50 km norr om huvudstaden Riga. Skulte ligger 24 meter över havet och antalet invånare är 308.
Terrängen runt Skulte är platt. Havet är nära Skulte västerut. Runt Skulte är det ganska glesbefolkat, med 34 invånare per kvadratkilometer. Närmaste större samhälle är Saulkrasti, 7,8 km söder om Skulte. I omgivningarna runt Skulte växer i huvudsak blandskog.
Inlandsklimat råder i trakten.